# Urraca de Castille (morte en 1007)
Pour les articles homonymes, voir Urraque de Castille et Urraca.
Urraca de Castille († 1007), est une reine consort de León et de Galice en 941. Elle devient ensuite reine consort de Navarre, en 962.

## Biographie
Elle est fille de Ferdinand González, comte de Castille et de Béatrice de Navarre (†959).
Urraca de Castille épousa en premières noces en 941 Ordoño  de León, lequel devient en 951 roi de León sous le nom Ordoño III. Mais il meurt en 956, et son frère Sanche Ier lui succède. L'année suivante, il subit une grave défaite face aux Musulmans et la noblesse destitue Sanche pour couronner un de ses cousins, qui devient le roi Ordoño IV.
Pour asseoir sa légitimité, Ordoño IV épouse en 958 Urraque, en tant veuve d'un précédent roi. Soutenu par le calife, Sanche reprend le pouvoir et le couple royal, chassé, se réfugie à Cordoue.
De nouveau veuve, elle épousa en 962 Sanche II, roi de Navarre et comte d'Aragon.
De cette union naquirent :
- Marie de Navarre (†998), elle épousa Othon III du Saint-Empire ;
- García III de Navarre ;
- Ramire de Navarre (†992) ;
- Gonzalve de Navarre, comte d'Aragon.